# Archuleta County
Archuleta County is een county in de Amerikaanse staat Colorado.
De county heeft een landoppervlakte van 3.497 km² en telt 9.898 inwoners (volkstelling 2000). De hoofdplaats is Pagosa Springs.

## Bevolkingsontwikkeling

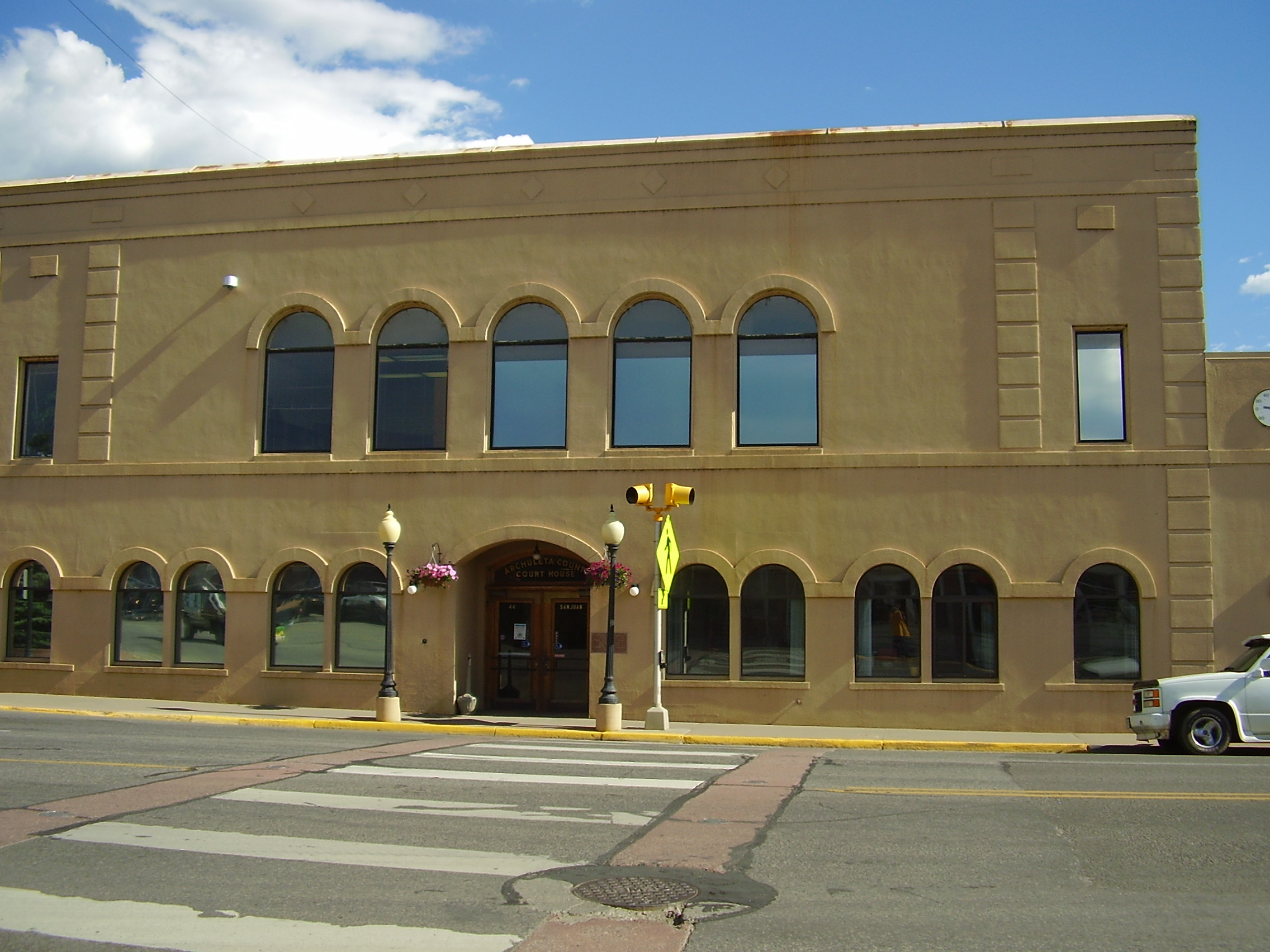
Archuleta County Courthouse